# Маурицио, Массимо
Ма́ссимо Маури́цио (итал. Massimo Maurizio; р. 1976, Турин) — итальянский литературовед, славист; поэт, переводчик.

## Биография
Массимо Маурицио родился в 1976 году в Турине.
Окончил филологический факультет Миланского университета. В 2005 году защитил диссертацию на тему «Антиартистизм как литературный прием в неофициальной поэзии 40-70-х гг. на примере творчества группы “Лианозово”».
Доцент Туринского университета, работает в департаменте иностранных языков и литератур и современных культур.
Публиковался в журналах Slavia и «Новое литературное обозрение».

## Награды и премии
- Международная отметина имени отца русского футуризма Давида Бурлюка[2]